# 飛び出せ!青春
『飛び出せ!青春』（とびだせせいしゅん）は、村野武範主演による東宝制作、テアトル・プロ共同制作の日本テレビ系で放送された『青春とはなんだ』（1965年）を起点とする青春学園シリーズの第6弾である。1972年2月から翌年2月にかけて一年間放送された。主題歌『太陽がくれた季節』も大ヒットした。学園青春ドラマの代表的作品。

## 物語
「来る者は拒まない」という校長の方針により、無試験入学制度をとっている太陽学園高等学校には全国から落ちこぼれが集まっていた。中でもサッカー部は劣等生の集まりだった。新任の教師・河野武は、赴任早々のトラブルで教頭に疎んじられ、さっそくサッカー部の部長を押し付けられる。だが、河野は持ち前のチャレンジ精神と同僚の女教師・本倉明子の協力を得て生徒たちに熱き思いを伝えてゆくのだった。
第1話のタイトルでもある「レッツ・ビギン Let's begin!」がこのドラマを通しての合言葉でテーマである。

## 概要
本作は1965年の『青春とはなんだ』を第1作とする東宝制作、テアトル・プロ共同制作、日本テレビ放映の学園青春ドラマの第6作にあたる。このシリーズは『炎の青春』（1969年）を最後に休止していたが、松竹製作の『おれは男だ!』のヒットを受け、その後番組として再開された。
青い三角定規が歌った主題歌『太陽がくれた季節』も大ヒットとなっている。番組終了直後に映画化され、東宝チャンピオンまつりの1本として公開された（下記を参照）。
舞台となった太陽学園のロケ地は日本大学明誠高等学校（山梨県上野原市）だった。撮影のある休日ともなると、ロケ見学者が殺到した。それ以外のロケも、主に同校の周辺で行われた。たびたび登場する東山駅も上野原の隣の四方津駅で、今も面影を残している。ホームでのシーンや電車の到着シーンは上野原駅と四方津駅で撮られている。「（舞台の）太陽学園に入学したい」という問い合わせも多かったという。なお、太陽学園の設定はシリーズ次作の『われら青春!』にも引き継がれ、生徒の大部分を除く主な登場人物たちは引き続き、同一のキャストでほぼそのまま登場している（下記、および『われら青春!』の項目も参照のこと）。2017年に11月11日のBSフジの「クイズ!脳ベルSHOW」の11時間特番の中で村野武範と石橋正次が特殊メイクで放送当時の顔になりシーンを再現した。これが他局のバラエティ特番とはいえ終了後久しぶりの新作となる。

## 備考
- オープニングの映像には3種類ある。第1話から第7話までは、灯台が映し出された画面にタイトルが表示され、村野武範と酒井和歌子のみが登場するものが使用され、第8話からは冒頭に山に立つ村野が映し出された画面にタイトルが表示され、村野とサッカー部の部員たちが登場するものが使用された。さらに第10話からは、基本的に第8話からと同じものに、タイトル部分のみ真っ赤な太陽が映し出されるバージョンに変更された。
- 主要な生徒のひとりである高木を演じた石橋正次は、第14話から第27話までの間（第22・25話を除く）、高木が休学したという設定のもと、出演していない。これは「夜明けの停車場」の大ヒットにより、石橋が歌手として多忙になったための措置で、第28話で“復学”した後は、準レギュラーとして最終回まで出演している。
- 東宝、テアトル・プロ、日本テレビ制作の青春学園シリーズの次作であり最終作となった『われら青春!』（1974年）では、舞台である太陽学園の設定がそのまま踏襲され、村野武範が演じた河野武の後輩である、中村雅俊演じる沖田俊が赴任した形になった。このこともあり『われら青春!』第14話「われら同級生!」には、村野のほか生徒を演じていた剛達人、頭師佳孝、降旗文子、沖正夫らが同じ役でゲスト出演をした。なお、保積ぺぺと青木英美はそれぞれ『飛び出せ!青春』出演時と同じ役を演じており、それぞれレギュラー、準レギュラーであった。

## 放送データ
- 放映期間：1972年2月20日〜1973年2月18日
- 放映日時：毎週日曜20:00〜20:56（1972年10月以降は20:55まで）
- 放映回数：全43話
- 放送形態：カラー作品

## 登場人物
- 河野武（英語）：村野武範
- 本倉明子（国語）：酒井和歌子
- 後藤梅子（寮母）：菅井きん
- 名和半次郎（ラーメン屋）：名古屋章
- 本倉惣之介（理事長）：佐藤慶
- 瀬川陽子（養護室担当）：増田佳子（第30話・第34話・第43話）
- 高木勇作：石橋正次
- 片桐次郎：剛達人
- 柴田良吉：頭師佳孝
- 山本大作：保積ぺぺ
- 木次祐一：沖正夫
- 中尾洋一：武岡淳一
- 谷岡次郎：谷岡行二
- 中村清：五十殿敬一
- 小西猛：関田哲也
- 兵頭幸夫：二瓶康一（現・火野正平）（第15話・第28話）
- 田村登（下級生）：千葉裕（第33話・第40話）
- 橋田啓介：橋本弘行
- 落合守：落合敏文
- 中田敏夫：中根敏晴
- 森下真樹：青木英美
- 畑野ふみ子：降旗文子
- 生田みどり：大田黒久美
- 桜井弘子：松原麻里
- 大島妙子：小椋寛子
- 矢吹礼子：相原ふさ子
- 野口早苗：葉山ユリ
- 島崎あけみ：平野文
- 松本恵子：松本恭子
- 原田ひろみ：和田ひろみ
- 栗本洋子：栗原妙子
- 泉恵子：泉芙美子
- 大野久美：大塚明美
- 清水幸子：松村幸江
- 南百合子（購買部）：田坂都（第8話・第9話・第11話）
- 高木江美子（勇作の母）：南風洋子（第2話・第13話・第25話）
- 柴田美鈴（良吉の母）：三崎千恵子
- 山本豊子（大作の母）：塩沢とき
- 綾野（本倉家の家政婦）：千石規子（第1話・第11話）
- 畑野大五郎（ふみ子の父）：下川辰平（第10話・第18話・第35話）
- 木下勇吉（県立東高校サッカー部顧問）：藤木悠
- 江川俊介教頭：穂積隆信
- 江川清子(俊介の一人娘)：本田みちこ
- 塚本信二（世界史）：柳生博
- 杉田良策校長：有島一郎
- 青年船長白シャツ:古川登志夫(第22話)

## スタッフ
- 監修：千葉泰樹
- プロデューサー：黒田正司(東宝)、岡田晋吉(日本テレビ)、中村良男(日本テレビ)
- 脚本：鎌田敏夫、永原秀一、上條逸雄、須崎勝彌、田上雄、田波靖男、木村佳世、武田宏一、鴨井達比古
- 監督：高瀬昌弘、土屋統吾郎、石田勝心
- 音楽：いずみたく
- 撮影：内海正治
- ナレーション（次回予告）：山田康雄

## 主題歌
- 「太陽がくれた季節」
  - 作詞：山川啓介
  - 作曲：いずみたく
  - 編曲：松岡直也
  - 歌：青い三角定規
- 「青春の旅」（多くの回のエンディングに流れた）
  - 作詞：山川啓介
  - 作曲：いずみたく
  - 編曲：松岡直也
  - 歌：青い三角定規

### 2曲とも収録されているCD
- 飛び出せ!青春 ミュージックファイル（1993年7月、バップ。2曲のTVサイズ版（モノラル）、およびいずみたくによる劇中音楽（BGM）を収録[注釈 4]。
- 青春ドラマシリーズ ソングブック これが青春だ（1995年9月、キングレコード）※廃盤。
- 飛び出せ!青春　TV青春ドラマ★グレイテスト・ヒッツ（2004年9月、テイチクエンタテインメント）
  - 1972年11月発売のアルバム『飛び出せ!青春』に、ボーナス・トラックを加え、CD化したもの。“太陽学園高校生徒有志”による合唱で2曲を収録（青い三角定規版は「太陽がくれた季節」のみ収録）。なお、このCDについては下の「メディア」も参照のこと。
- 青い三角定規 エッセンシャル・ベスト（2007年8月、コロムビアミュージックエンタテインメント(日本コロムビア)）
- 青い三角定規『太陽がくれた季節/素足の世代』（2014年8月、日本コロムビア）
  - 1972年5月発売の、彼らのオリジナル・ファースト・アルバムをCD化したもの。ちなみに後述の挿入歌「青春はどこに」の青い三角定規によるカバーが、彼らのセカンド・アルバム『君と僕らと青春を/勲章なんかほしくない』に収録されている（1972年10月発売、2014年8月CD発売。「太陽がくれた季節」は、このアルバムにも収録）。

## 挿入歌
- 「ひとつの地球に生まれて」
  - 作詞：岩谷時子
  - 作曲：いずみたく
  - 編曲：大柿隆
  - 歌：村野武範
- 「青春はどこに」
  - 作詞：岩谷時子
  - 作曲：いずみたく
  - 編曲：大柿隆
  - 歌：村野武範
- 「夜明けの停車場」
  - 作詞：丹古晴巳
  - 作曲：叶弦大
  - 編曲：小山恭弘
  - 歌：石橋正次

これら挿入歌は、劇中ではギター1本の伴奏をバックに歌われることが多かった。村野武範による2曲は、上記の『飛び出せ!青春 TV青春ドラマ★グレイテスト・ヒッツ』などに収録。石橋正次の歌手としての代表曲である「夜明けの停車場」も、数多くのCDに収録され発売されている。「ひとつの地球に生まれて」は、2年後の1974年に『われら青春!』の挿入歌として大ヒットになった「ふれあい」の原型的な楽曲である。

## 放映リスト
| 話数 | 放映日      | サブタイトル                       | 脚本              | 監督       | ゲスト                                                        |
| ---- | ----------- | ---------------------------------- | ----------------- | ---------- | ------------------------------------------------------------- |
| 1    | 1972年 2.20 | レッツ・ビギン Let's begin!        | 鎌田敏夫          | 高瀬昌弘   | 藤木悠、水谷邦久                                              |
| 2    | 2.27        | ヘソはお前だ!                      | 永原秀一          | 高瀬昌弘   | 向井淳一郎                                                    |
| 3    | 3.5         | 華々しき悪戯                       | 上條逸雄          | 高瀬昌弘   | 沢久美子                                                      |
| 4    | 3.12        | やるぞ見ていろカンニング           | 鎌田敏夫          | 土屋統吾郎 | 水谷豊、伊藤めぐみ、三浦仁、浦川麗子                          |
| 5    | 3.19        | あゝ雀パイに花うけて               | 永原秀一          | 土屋統吾郎 | 石井富子、久里みのる                                          |
| 6    | 3.26        | ラヴラヴ行進曲                     | 須崎勝弥          | 高瀬昌弘   | 川島育枝、織賀邦江、畠山麦                                    |
| 7    | 4.2         | このバカを許して下さい             | 鎌田敏夫          | 高瀬昌弘   | 大塚道子、武内亨、辻伊万里                                    |
| 8    | 4.9         | 男の涙は伊達じゃない               | 上條逸雄          | 土屋統吾郎 | 花村えいじ、辻しげる、大塚精一 脇手政一、石坂博               |
| 9    | 4.16        | 殴られ屋引き受けます               | 鎌田敏夫          | 土屋統吾郎 | 本郷晃                                                        |
| 10   | 4.23        | 男なら特訓特訓また特訓             | 永原秀一          | 高瀬昌弘   | 上野綾子、春江ふかみ                                          |
| 11   | 4.30        | あの裏山を守れ!                    | 田上雄            | 高瀬昌弘   | 小林進、渡辺貞男、木村博人                                    |
| 12   | 5.14        | ガラクタ楽団全員集合!              | 田波靖男          | 土屋統吾郎 | 青い三角定規 水沢有美、犬塚弘、向精七                         |
| 13   | 5.21        | さらば高校五年生!                  | 鎌田敏夫          | 土屋統吾郎 | 大村千吉、阪脩                                                |
| 14   | 6.4         | 月光仮面は正義の味方!!             | 鎌田敏夫          | 高瀬昌弘   | 松村達雄、七尾伶子                                            |
| 15   | 6.11        | 栄光とはなんだ!!                   | 木村佳世          | 高瀬昌弘   | 竜雷太、亀谷雅彦                                              |
| 16   | 6.25        | 友情か恋愛かそれが問題だ!!         | 鎌田敏夫          | 土屋統吾郎 | 永野裕紀子、西條康彦                                          |
| 17   | 7.2         | 老人パワー大爆発!                  | 永原秀一 武田宏一 | 土屋統吾郎 | 沢村貞子、今福正雄、青野平義                                  |
| 18   | 7.9         | 俺に出来ないこともある!            | 上條逸雄          | 土屋統吾郎 | 中島ゆたか、皆川妙子                                          |
| 19   | 7.23        | 北海道へは着いたけど               | 鎌田敏夫          | 高瀬昌弘   | 玉川良一、佐山俊二、関千恵子 小林夕岐子、藤山律子、山田はるみ |
| 20   | 7.30        | この遥かなる道                     | 永原秀一          | 高瀬昌弘   | 亀石征一郎、亀井光代、吉田友紀                                |
| 21   | 8.6         | 学園の子連れ狼                     | 鴨井達比古        | 土屋統吾郎 | 木村夏江、村越伊知郎、市川治                                  |
| 22   | 9.3         | 飛び込もう青春の海へ!              | 永原秀一 武田宏一 | 土屋統吾郎 | 柴田侊彦、古川登志夫、田中春男 沖わか子、大井小町、毛利幸子   |
| 23   | 9.24        | 受験戦争に参加せよ!                | 上條逸雄          | 高瀬昌弘   |                                                               |
| 24   | 10.1        | 校長! あなたまでがそんなことを!?   | 鎌田敏夫          | 高瀬昌弘   | 児島美ゆき                                                    |
| 25   | 10.8        | その喧嘩私が買います!!             | 鎌田敏夫          | 土屋統吾郎 | 川辺久造、山田康雄                                            |
| 26   | 10.15       | 怪談 ついにキャーッと云わせた!!    | 鎌田敏夫          | 高瀬昌弘   | 村井国夫                                                      |
| 27   | 10.22       | 犬も歩けば恋に当る!                | 上條逸雄          | 高瀬昌弘   | 本田みちこ、東郷晴子                                          |
| 28   | 10.29       | 学校が面白いなんてバカじゃないか!! | 鎌田敏夫          | 土屋統吾郎 |                                                               |
| 29   | 11.5        | 君がやるなら俺もやる!              | 鴨井達比古        | 土屋統吾郎 | 佐藤久美子                                                    |
| 30   | 11.12       | あなたがいなくなると私は淋しい…    | 鎌田敏夫          | 石田勝心   | 柳谷寛、小桜京子、宮本和夫                                    |
| 31   | 11.19       | ともに歩こう明日に向って!!         | 鴨井達比古        | 石田勝心   | 木下清、鮎川いずみ、門脇三郎                                  |
| 32   | 11.26       | 友達だもの、信じるよ!!             | 鎌田敏夫          | 高瀬昌弘   | 島もとき、赤塚真人、鈴木治夫                                  |
| 33   | 12.3        | 35点は落第点!!                     | 上條逸雄          | 高瀬昌弘   | 加藤武、青木千里                                              |
| 34   | 12.10       | くたばれコンプレックス!!           | 鎌田敏夫          | 土屋統吾郎 | 川崎公明、小池正史、中村俊男、山尾範彦                        |
| 35   | 12.17       | 私はダメな女!?                     | 永原秀一          | 土屋統吾郎 | 本山可久子                                                    |
| 36   | 12.24       | 太陽劣等改造論!?                   | 田上雄            | 土屋統吾郎 | 高見エミリー                                                  |
| 37   | 12.31       | 結局はタダの人間なのか先生も!!     | 鎌田敏夫          | 高瀬昌弘   | 地井武男、菱見百合子                                          |
| 38   | 1973年 1.7  | 気楽に行こうぜオレたちだけは!!     | 鎌田敏夫          | 土屋統吾郎 | 西沢利明                                                      |
| 39   | 1.21        | 貴様と俺とは同期の桜               | 鴨井達比古        | 高瀬昌弘   | 寺田農、藤田進                                                |
| 40   | 1.28        | オレは谷岡だッ!!                   | 鎌田敏夫          | 高瀬昌弘   |                                                               |
| 41   | 2.4         | 星の王女様になりたい!              | 鴨井達比古        | 土屋統吾郎 |                                                               |
| 42   | 2.11        | 教師は生徒の応援団!                | 上條逸雄          | 土屋統吾郎 | 桐生かほる、寺尾理恵、美山ゆり、香川リサ                      |
| 43   | 2.18        | 仰げば尊し? わがビギン!!           | 鎌田敏夫          | 高瀬昌弘   | 佐々木すみ江、鍋谷幸喜                                        |

## 放送局
日曜 20：00 - 20：56（同時ネット）
- 日本テレビ
- 札幌テレビ[1]
- 青森放送[2]
- テレビ岩手[2]
- 秋田放送[2]
- 山形放送[2]
- 宮城テレビ[2]
- 新潟総合テレビ[3]
- 信越放送[4]
- 山梨放送[5]
- 北日本放送[6]
- 福井放送[6]
- 名古屋テレビ[5]
- よみうりテレビ[7]

- 日本海テレビ[8]
- 西日本放送[9]
- 広島テレビ[9]
- 山口放送[10]
- 四国放送[11]
- 南海放送[10]
- 高知放送[10]
- 福岡放送[12]
- テレビ長崎[12]
- 熊本放送[12]
- テレビ大分[13]
- テレビ宮崎[14]
- 鹿児島テレビ[14]

遅れネット
- 福島中央テレビ（1976年に放送）：金曜 16:00 - 16:55[15]

## 映画
1973年3月17日、東宝チャンピオンまつりの1本として公開。テアトル・プロ製作、東宝配給。カラー・シネマスコープ、上映時間73分。脚本は鎌田敏夫、監督は高瀬昌弘。
再編集版ではなく、ドラマの撮影終了（オールアップ）後、新たに撮影された。総集編的な内容となっている。
主要キャストのうち、酒井和歌子と大田黒久美は出演していないが、高瀬の秘蔵っ子であった梅田智子がゲスト出演している（県立東高校の女生徒・宮下由美子役）。
サッカー部の生徒がアルバイトの際に着用する着ぐるみとして、『ファイヤーマン』のドリゴラスとドリゴンが登場している。
同時上映は『ゴジラ対メガロ』『パンダコパンダ 雨ふりサーカスの巻』『ジャングル黒べえ』の3本。
初公開以降、劇場で上映、またCSなどで放映されているが、映像ソフト化及びオンデマンド配信はされていない。
『青春とはなんだ』から『あさひが丘の大統領』までの日テレ青春ドラマシリーズの中で、ほぼ同じスタッフ・キャストにより、TVシリーズと同時期に同じタイトルで映画化されたのは『飛び出せ!青春』だけである。

## メディア
- 番組放映中の1972年11月、村野武範と生徒たち[注釈 7]の歌とミニドラマで構成されたアルバム『飛び出せ!青春』[注釈 8]がテイチクより発売された（構成・脚本は鎌田敏夫）。このアルバムは2004年9月、青い三角定規の「太陽がくれた季節」などのボーナス・トラックを加え、『飛び出せ!青春 TV青春ドラマ★グレイテスト・ヒッツ』としてCD化され発売された。
- VHSビデオが、株式会社バップより1999年2月から8月にかけて全22巻が発売された（一部のシーン、およびセリフの音声がカットされている）。第1巻が第1話のみの収録（定価2940円）で、第2巻以降の各巻は2話ずつの収録（各5040円）。
- DVD化はされなかったが、2009年12月23日、バップよりブルーレイディスク全5巻が発売された（マスターはVHSと同じものを使用している）。第3巻までは9話ずつ（各9450円）、4巻および5巻は8話ずつ収録（各8400円）。

## 書籍
- 鎌田敏夫著『飛び出せ!青春』（1988年11月、径書房）
  - 第1話、第4話、第14話、第24話、第38話、第40話、第43話（最終回）のシナリオを収録。放映データ、キャスト表、スチール集、鎌田と中村良男プロデューサーとの対談なども掲載。
- 千田秀雄・新樹瞳志著『飛び出せ!青春』（1972年、日本テレビ放送網発行、読売新聞社発売）
- 千田秀雄・新樹瞳志著『続・飛び出せ!青春』（1972年、日本テレビ放送網発行、読売新聞社発売）
  - 上記2冊は、日本テレビ編のノベライズ本。新樹瞳志は、青春学園シリーズの次作『われら青春!』のノベライズ本も執筆している。

## 影響その他
- 『ROOKIES』などで知られる漫画家の森田まさのりは、「一番ハマったドラマ」として本作のタイトルを挙げている（2009年3月、『週刊ヤングジャンプ』誌上でコメント）。